# Kościół Niepokalanego Poczęcia Najświętszej Maryi Panny w Krożach
 Kościół Niepokalanego Poczęcia Najświętszej Maryi Panny w Krożach – katolicki kościół w Krożach (Litwa).
Od pierwszej połowy XVII wieku w Krożach istniał klasztor benedyktynek. Pierwszy kościół przyklasztorny (drewniany)  spłonął. W latach 1757–1763 zbudowano nowy. Barokowy kościół ufundował J. Chryzostom Wołodkiewicz, a zaprojektował Tomasz Żebrowski.
Kościół jest jednonawowy, na planie prostokąta. Prezbiterium zamknięte czworobocznie. Kościół ma jedną kaplicę boczną i jedną zakrystię.
Fasada bogato zdobiona wiązkami pilastrów, kolumnami i gzymsami jest szersza od nawy kościoła. Po bokach fasady stoją dwie niewysokie wieże z ośmiobocznymi zwieńczeniami. Attykowy szczyt fasady jest wyższy niż wieże.
We wnętrzu kościoła znajduje się rokokowy ołtarz główny z 1770 roku.
Ogrodzenie kościoła, z barokową bramą, pochodzi z XVIII wieku. Na terenie kościoła znajduje się neogotycka kaplica grobowa z 1873, zbudowana z kamieni polnych.
Władze Rosyjskie dokonały kasacji zakonu w 1891. Kościół wtedy zamknięto, planując zamienić na cerkiew. Do użytku wiernych pozostawiono nieduży drewniany kościół pw. św. Mikołaja. Mimo protestów ludności, w 1893 nakazano wynieść wyposażenie kościoła. Doszło wtedy do rzezi kroskiej. W 1908 budynek został zwrócony wiernym.

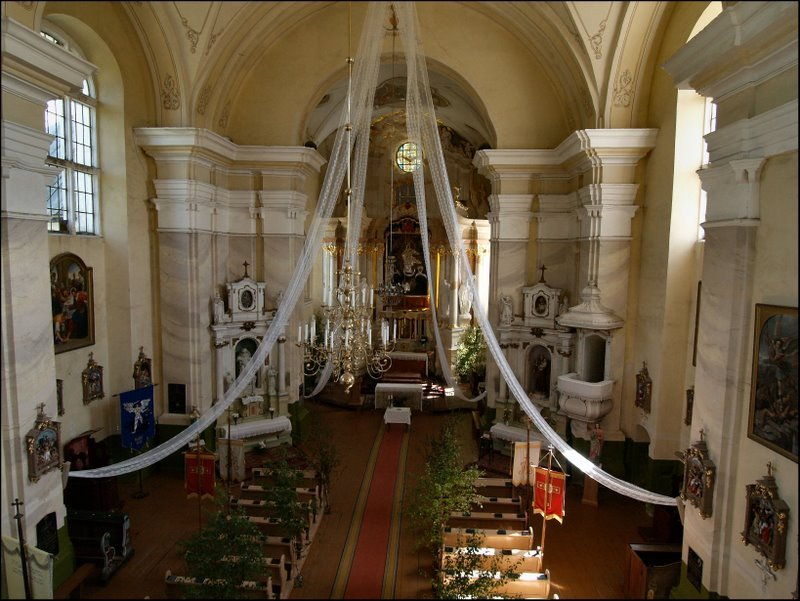
Wnętrze kościoła